# Conteggio delle carte
Il conteggio delle carte è una strategia usata nel gioco d'azzardo, in particolare nel blackjack, per determinare se la mano successiva darà un vantaggio al giocatore o al banco. Il metodo del conteggio delle carte permette di puntare con maggiore sicurezza e minimizzare le perdite in condizioni sfavorevoli. 

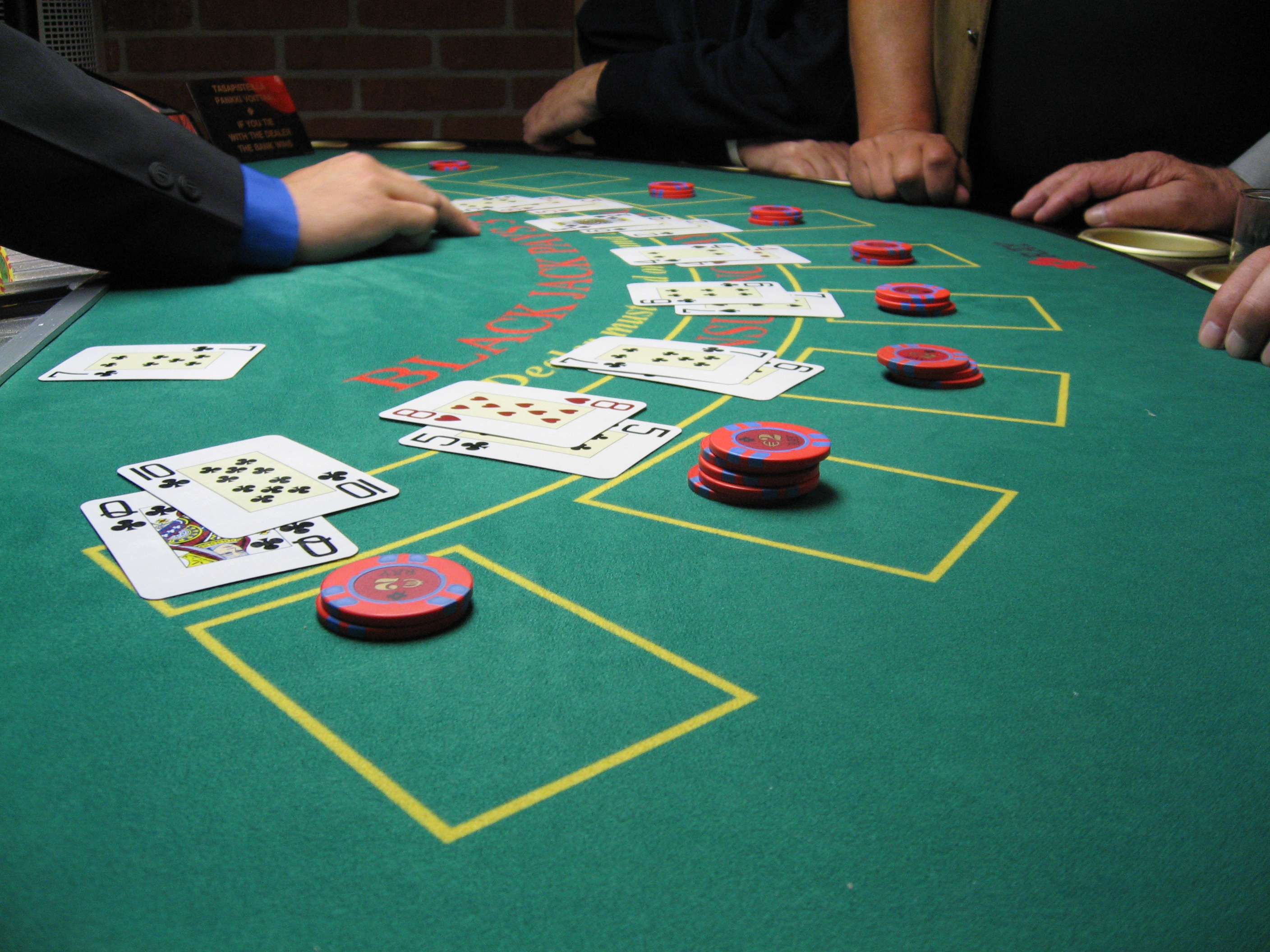
Una partita di blackjack

## Nozioni di base
Il numero di carte presenti sul tavolo da gioco (cioè il numero dei mazzi utilizzati) durante una partita a blackjack è fisso. Le carte vengono mescolate soltanto all'inizio del gioco e si continua a giocare tra una mano e l'altra senza rimescolarle. Le carte vengono rimescolate soltanto quando si raggiunge il divisorio che di solito è posto intorno alla metà del sabot. Tale carta divisoria determina la percentuale di penetrazione del mazzo, cioè il numero di carte che verranno distribuite (rispetto alla totalità presente nei mazzi) prima che abbia luogo la mischiata. Più tale percentuale è alta e maggiori saranno i vantaggi per il giocatore.
Una situazione con un mazzo di carte con più carte alte che basse è favorevole al giocatore e sfavorevole al banco (perché aumenta la probabilità del banco di superare il 21, dal momento che il banco agisce in modo fisso, cioè continua a prendere un'ulteriore carta fintanto che non supera tutti i giocatori o finché non arriva a 17, e per altri motivi). Questa difficile tecnica permette pertanto di conoscere quale sia il momento più propizio per effettuare puntate più alte.

## Tecniche
La tecnica base Hi-Lo attribuisce alle carte dal 2 al 6, un valore +1; alle carte dal 7 al 9, un valore 0 e un valore -1 al 10 e alle figure.
Quando le carte vengono estratte dal croupier il conteggio viene aggiornato secondo il valore di tali carte.
| Tecniche di conteggio | 2  | 3  | 4  | 5  | 6  | 7    | 8 | 9  | 10, J, Q, K | A  |
| --------------------- | -- | -- | -- | -- | -- | ---- | - | -- | ----------- | -- |
| Hi-Lo                 | +1 | +1 | +1 | +1 | +1 | 0    | 0 | 0  | −1          | −1 |
| Hi-Opt I              | 0  | +1 | +1 | +1 | +1 | 0    | 0 | 0  | −1          | 0  |
| Hi-Opt II             | +1 | +1 | +2 | +2 | +1 | +1   | 0 | 0  | −2          | 0  |
| KO                    | +1 | +1 | +1 | +1 | +1 | +1   | 0 | 0  | −1          | −1 |
| Omega II              | +1 | +1 | +2 | +2 | +2 | +1   | 0 | −1 | −2          | 0  |
| Red 7                 | +1 | +1 | +1 | +1 | +1 | +0.5 | 0 | 0  | −1          | −1 |
| Zen Count             | +1 | +1 | +2 | +2 | +2 | +1   | 0 | 0  | −2          | −1 |

## Status legale
Dal settembre 2012 questo sistema è stato dichiarato legale negli Stati Uniti da leggi federali, tuttavia è ferocemente combattuto dai casinò che lo considerano come un danno ai propri interessi.